# كاي وارنر
كاي وارنر (بالألمانية: Kai Warner)‏ هو موزع وملحن ألماني، ولد في 27 أكتوبر 1926 في بريمن في ألمانيا، وتوفي في 9 يوليو 1982 في هامبورغ في ألمانيا.

## وصلات خارجية
- كاي وارنر على موقع IMDb (الإنجليزية)
- كاي وارنر على موقع مونزينجر (الألمانية)
- كاي وارنر على موقع ميوزك برينز (الإنجليزية)
- كاي وارنر على موقع ميوزك برينز (الإنجليزية)
- كاي وارنر على موقع أول ميوزيك (الإنجليزية)
- كاي وارنر على موقع ديسكوغز (الإنجليزية)
- كاي وارنر على موقع ديسكوغز (الإنجليزية)